# 門通 (德克薩斯州)
門通（英語：Mentone）是一個位於美國德克薩斯州洛文縣的城市。根據2010年美國人口普查，該地共人口19人，而該地的面積約為2.15平方千米。同時該地也是洛文縣的縣治。

## 地理
門通的座標為31°42′23″N 103°35′54″W / 31.70639°N 103.59833°W，而該地的平均海拔高度為818米（即2684英尺）。